# Пасош Савезне Републике Југославије
Пасош Савезне Републике Југославије (познат колоквијално и као плави пасош) био је јавна путна исправа, која се држављанима Савезне Републике Југославије, а потом и Државне Заједнице Србија и Црна Гора издавао за боравак у иностранству и повратак у земљу. Образац су после распада заједничке државе наставили да користе држављани Србије (најкасније до 31. децембра 2011. године), односно Црне Горе (до 2008. године).

## Историјат
Издавање „плавих пасоша“ отпочело је 1996. године, пошто су СРЈ укинуте санкције и пошто је држава добила међународно признање. Претходни, пасош СФРЈ, остао је у званичној употреби све до краја 2001. године, готово пуну деценију од распада државе на коју је словио, што је имаоцима ове исправе доносило велике проблеме приликом преласка границе. До 2001. године, издато је између 2 и 3 милиона пасоша СРЈ. Такође, СРЈ је наставила са издавањем старих пасоша СФРЈ „из хуманитарних разлога“, углавном у својим дипломатско-конзуларним представништвима широм света, али и на сопственој територији, превасходно грађанима са нерешеним статусом држављанства. За разлику од бенефиција које су уживали држављани СФРЈ до почетка 1990-их, држављани СРЈ су били изложени веома строгом визном режиму у већини светских земаља: до 2002. године, са „плавим пасошем“ могло се путовати без виза (до 90 дана) у свега 25 држава. Када је СРЈ реконституисана у Државну заједницу Србија и Црна Гора, „плави пасош“ је остао једини валидан документ. У пасошима издатим 2003–2006. године није промењен назив државе на корици и задржан је југословенски код.

## Страница са идентификационим подацима
Сви подаци су били исписани на српском (ћирилица), енглеском и француском језику.
- Тип ('' за пасош)
- Код државе (YU за Југославију)
- Серијски број пасоша
- Презиме и име носиоца пасоша
- Држављанство (jugoslovensko)
- Датум рођења (ДД. ММ. ГГГГ)
- ЈМБГ (јединствени матични број грађана)
- Пол ( за мушкарце или Ž / F за жене)
- Место и држава рођења
- Пребивалиште
- Издат од (назив полицијске управе која је издала документ)
- Датум издавања (ДД. ММ. ГГГГ)
- Датум истека (ДД. ММ. ГГГГ)
- Потпис и фотографија носиоца пасоша

Пасош није следио поједине стандарде ICAO, те није садржао машински читљиве податке са неколико нивоа заштите. Такође, никада није био биометријског типа. Ово је на граничним прелазима појединих земаља које нису издавале машински читљиве или биометријске визе (нпр. Македонија) подразумевало ручно уношење свих података у систем.

## Престанак употребе
У јуну 2006. године, престала је да постоји Државна заједница СЦГ. Ипак, обе новонастале државе су одлучиле да наставе употребу пасоша СРЈ док не буду припремљени нови национални пасоши. Издавање новог пасоша Црне Горе отпочело је 2008. године, чиме је престао да важи стари образац за црногорске држављане. Исте године, отпочело је издавање новог биометријског пасоша Србије, међутим стари образац је остао у употреби код особа чији пасош није истекао. Децембра 2009. године, Европска унија је укинула визе грађанима Србије за туристички боравак до 90 дана у оквиру 6 месеци у земљама Шенгенског споразума, али је прецизирано да се режим тзв. „Белог Шенгена“ односи само на носиоце новог пасоша (чије пребивалиште није на територији Косова и Метохије), тј. имаоци старог обрасца су и даље били подложни визном режиму. Слично су поступиле још неке земље (нпр. Хонгконг). Из практичних разлога, важење „плавих пасоша“ је продужавано још два пута на по годину дана, да би они коначно престали да важе 31. децембра 2011. године.